# Бёртон, Ричард (актёр)
Ри́чард Бёртон (англ. Richard Burton, при рождении Ричард Уо́лтер Дже́нкинс-младший; 10 ноября 1925 — 5 августа 1984) — валлийский актёр. Лауреат премий BAFTA, «Золотой глобус», «Грэмми» и «Тони», а также семикратный номинант на премию «Оскар». На пике своей популярности в 1960-е годы Бёртон считался одним из самых высокооплачиваемых актёров Голливуда. В общественном сознании имя актёра до сих пор тесно связывают с его второй супругой Элизабет Тейлор, в недавнем прошлом их бурные отношения не сходили с первых полос газет.
По данным опроса, проведённого в 2002 году вещательной компанией Би-би-си, был признан одним из величайших британцев в истории.

## Биография
Ричард Уолтер Дженкинс-младший родился в деревне Понтридифен (ныне округ Нит-Порт-Толбот), Уэльс. Двенадцатый из тринадцати детей в семье уэльского шахтёра Ричарда Уолтера Дженкинса-старшего (1876—1957) и его жены Эдит Мод Томас (1883—1927), Бёртон сделал блистательную карьеру в Голливуде.
Детство Ричарда прошло в нищете, а в 1960-е годы он стал самым высокооплачиваемым актёром в мире. 
Его актёрский талант проявился ещё в школьных театральных постановках. Первые шаги на актёрском поприще поощрял его школьный учитель Филипп Бёртон, который отучил Ричарда от валлийского акцента, привил интерес к театру и литературе.

### Карьера
В 1943 году Ричард дебютировал на профессиональной сцене. Он взял себе сценический псевдоним Бёртон — фамилию своего учителя. Был призван в армию, служил в ВВС. Демобилизовался в 1947 году. Работал в одном из лондонских театров. В 1948 году дебютировал в кино в фильме «Последние дни Долвина» (The Last Days Of Dolwyn), где сыграл одну из главных ролей. Много работал на радио. В 1951 дебютировал на сцене Мемориального Шекспировского театра в Стратфорде-на-Эйвоне. Голливудский дебют Ричарда Бёртона состоялся в 1952 году в фильме «Моя кузина Рейчел» («My Cousin Rachel»), где он сыграл главную мужскую роль.
Бёртона зачастую упрекали в неразборчивости при выборе ролей. Скептическое отношение критиков привело к тому, что они проглядели его лучшие актёрские работы — «Оглянись во гневе» (1958), «Кто боится Вирджинии Вульф?» (1966), «Эквус» (1977) и «1984» (1984).
Семь раз выдвигался на премию «Оскар» (6 — за лучшую мужскую роль, 1 — за лучшую мужскую роль второго плана), но не выиграл ни одной статуэтки. Дело дошло до того, что, получив награду в 1970 году, Джон Уэйн сделал вид, что бросает её Бёртону, и произнёс: «Это ты заслужил статуэтку».

## Личная жизнь
Бёртон был женат пять раз, дважды из них на голливудской суперзвезде Элизабет Тейлор (1964—1974, 1975—1976), с которой сыграл в одиннадцати картинах, включая знаменитый исторический блокбастер «Клеопатра» (1963). О перипетиях этих взаимоотношений в 2012 году снят фильм «Лиз и Дик» (реж. Ллойд Крамер), а в 2013 — «Бёртон и Тейлор»/«Burton and Taylor» (реж. Ричард Лэкстон). 
Помимо Тейлор, Бёртон вступал в брак с:
- актрисой Сибил Уильямс (1949—1963; есть две дочери — Кейт и Джессика);
- моделью Сьюзан Хант (1976—1982);
- гримёршей Салли Хэй (с 1983 до его кончины).

В молодости, будучи женатым на Сибил Уильямс, имел бурный роман с актрисой Клэр Блум, позже ставшей его партнёршей в картинах «Оглянись во гневе» и «Шпион, пришедший с холода». Уже после смерти Бёртона Блум называла его самой большой любовью своей жизни.
В последние годы жизни страдал от множества заболеваний, долго лечился от алкоголизма (порой доходило до того, что Бёртон выпивал в день три бутылки водки) и не мог побороть никотиновую зависимость (к курению он пристрастился ещё в детстве). Всё это привело к кончине 58-летнего Бёртона от кровоизлияния в мозг в его доме в муниципалитете Селиньи, Женева, Швейцария. Четыре дня спустя актёр был похоронен в красном костюме (дань уважения его валлийским корням) и с томиком произведений его любимого поэта Дилана Томаса .

## Фильмография
| Год       |   | Русское название           | Оригинальное название             | Роль                                                  |
| --------- | - | -------------------------- | --------------------------------- | ----------------------------------------------------- |
| 1953      | ф | Крысы пустыни              | The Desert Rats                   | капитан «Тэмми» МакРобертс                            |
| 1953      | ф | Плащаница                  | The Robe                          | Марцелл Галлион                                       |
| 1955      | ф | Принц игроков              | Prince of Players                 | Эдвин Бут                                             |
| 1956      | ф | Александр Великий          | Alexander the Great               | Александр Великий                                     |
| 1959      | ф | Оглянись во гневе          | Look Back in Anger                | Джимми Портер                                         |
| 1962      | ф | Самый длинный день         | The Longest Day                   | офицер ВВС Дэвид Кэмпбелл                             |
| 1963      | ф | Клеопатра                  | Cleopatra                         | Марк Антоний                                          |
| 1963      | ф | Очень важные персоны       | The V.I.P.s                       | Пол Андрос                                            |
| 1964      | ф | Бекет                      | Backet                            | Томас Бекет (номинация «Лучший актёр» премии «Оскар») |
| 1964      | ф | Ночь игуаны                | The Night Of The Iguana           | преподобный Т. Лоуренс Шеннон                         |
| 1964      | ф | Гамлет                     | Hamlet                            | Гамлет                                                |
| 1965      | ф | Шпион, пришедший с холода  | The Spy Who Came in from the Cold | Алек Лимас                                            |
| 1965      | ф | Кулик                      | The Sandpiper                     | доктор Эдвард Хьюитт                                  |
| 1965      | ф | Что нового, киска?         | What's New Pussycat               | мужчина в стрип-клубе (камео)                         |
| 1966      | ф | Кто боится Вирджинии Вулф? | Who’s Afraid of Virginia Woolf?   | Джордж (номинация «Лучший актёр» премии «Оскар»)      |
| 1967      | ф | Укрощение строптивой       | The Taming of The Shrew           | Петруччо                                              |
| 1967      | ф | Доктор Фауст               | Doctor Faustus                    | Фауст                                                 |
| 1967      | ф | Комедианты                 | The Comedians                     | Браун                                                 |
| 1968      | ф | Бум!                       | Boom!                             | Крис Фландерс                                         |
| 1968      | ф | Куда залетают только орлы  | Where Eagles Dare                 | майор Джон Смит                                       |
| 1968      | ф | Сладкоежка                 | Candy                             | Макфисто                                              |
| 1969      | ф | Лестница                   | Staircase                         | Харри Лидс                                            |
| 1969      | ф | Тысяча дней Анны           | Anne of the Thousand Days         | Генрих VIII (номинация «Лучший актёр» премии «Оскар») |
| 1972      | ф | Хаммерсмит вышел на волю   | Hammersmith Is Out                | Хаммерсмит                                            |
| 1972      | ф | Синяя борода               | Bluebeard                         | барон Курт фон Зеппер                                 |
| 1972      | ф | Убийство Троцкого          | The Assassination Of Trotsky      | Лев Троцкий                                           |
| 1973      | ф | Сутьеска                   | Sutjeska                          | Иосип Броз Тито                                       |
| 1973      | ф | Убийство в Риме            | Massacre In Rome                  | полковник Герберт Каплер                              |
| 1974      | ф | Поездка                    | Il viaggio                        | Чезаре Брагги                                         |
| 1977      | ф | Изгоняющий дьявола 2       | Exorcist II: The Heretic          | отец Филип Ламонт                                     |
| 1977      | ф | Эквус                      | Equus                             | Мартин Дайсарт                                        |
| 1978      | ф | Дикие гуси                 | The Wild Geese                    | полковник Аллен Фолкнер                               |
| 1978      | ф | Отпущение грехов           | Absolution                        | отец Годдар                                           |
| 1978      | ф | Прикосновение медузы       | The Medusa Touch                  | Джон Морлар                                           |
| 1979      | ф | Железный крест 2           | Breakthrough                      | сержант Рольф Штайнер                                 |
| 1981—1983 | с | Вагнер                     | Wagner                            | Ричард Вагнер                                         |
| 1984      | ф | 1984                       | 1984                              | О’Брайен                                              |

### На английском языке
- Burton, Richard (1964). A Christmas Story. William Morrow, 31 pages.
- Burton, Richard (2012). Williams, Chris (ed.). The Richard Burton Diaries. Yale University Press, 704 pages. ISBN 978-0-3001-9728-0